# Pandanus apoensis
Pandanus apoensis är en enhjärtbladig växtart som beskrevs av Ugolino Martelli. Pandanus apoensis ingår i släktet Pandanus och familjen Pandanaceae. Inga underarter finns listade.